# Нурбердыева, Акджа Таджиевна
Акджа Таджиевна Нурбердыева (туркмен. Akja Täjiýewna Nurberdiýewa, род. в 1957) — председатель Меджлиса Туркменистана с 23 февраля 2007 по 30 марта 2018 года.

## Биография
Имеет высшее педагогическое образование и степень кандидата философских наук.
В 2000—2005 годах депутат Меджлиса Туркменистана 2-го созыва, заместитель председателя Меджлиса Туркменистана.
С 2005 года вновь заместитель председателя Меджлиса Туркменистана в новом созыве. Одновременно, секретарь Демократической партии Туркменистана Ахалского велаята на общественных началах. Одновременно, председатель Национального центра профсоюзов Туркменистана до 23 февраля 2007 года.
С 22 декабря 2006 года по 23 февраля 2007 — и. о. председателя Меджлиса Туркменистана.
C 23 февраля 2007 года — председатель Меджлиса Туркменистана, в 2009 и 2014 годах была переизбрана на этот пост.
30 марта 2018 года снята с должности председателя Меджлиса Туркменистана.

## Награды
- Орден «Гурбансолтан-эдже»
- Медаль «20 лет Независимости Туркменистана»[6]
- Медаль «Махтумкули Фраги» (2014)[7]
- Медаль «25 лет Независимости Туркменистана»[8]
- Памятный знак «МПА СНГ. 25 лет» (27 марта 2017 года, Межпарламентская ассамблея СНГ) — за содействие в деятельности Межпарламентской Ассамблеи и её органов[9]